# Râul Horincea
Râul Horincea este un curs de apă, afluent al râului Prut. 